# No Mercy, No Fear
Albums de 50 Cent
50 Cent Is the Future
(2002) Get Rich or Die Tryin'
(2003)
No Mercy, No Fear est un mixtape de 50 Cent et G-Unit sortie en 2002. 

## Liste des titres
1. MTV Intro
2. Green Lantern
3. Elementary
4. Fat Bitch
5. Banks Victory
6. Back Seat/Tony Yayo
7. After My Chedda
8. Soldier
9. E.M.S.
10. G-Unit
11. Say What You Want
12. Clue Shit!
13. Funk Flex
14. Whoo Kid
15. Scarlet Skit
16. PT2 & Bump Heads
17. G-Unit/U.T.P.
18. Wanksta
19. Star & Buc Outro